# Gerald McClellan
Gerald McClellan (Freeport, 23 ottobre 1967) è un ex pugile statunitense, che ha combattuto professionalmente dal 1988 al 1995.

## Biografia
McClellan divenne professionista nel 1988. Allenato dall'allenatore Hall of Famer Emanuel Steward, la sua prima fase di carriera fu caratterizzata da una propensione a vittorie rapide per KO: solo due dei suoi primi 29 incontri andarono oltre il terzo round, anche se perse entrambi gli incontri ai punti, in sei round contro Dennis Milton e in otto contro Ralph Ward. Tuttavia, questi si rivelarono solo un freno momentaneo alla sua carriera, poiché conquistò il titolo vacante dei pesi medi WBO eliminando John Mugabi in un solo round nel 1991, e il titolo dei pesi medi WBC battendo Julian Jackson in cinque round nel maggio 1993, dopo che McClellan aveva resistito ad alcuni colpi brutali di Jackson nel secondo e nel terzo round.
McClellan ha difeso il titolo WBC tre volte, tutte vinte per KO al primo round, inclusa una rivincita con Jackson. Nell'autunno del 1994, si separò dal suo allenatore di lunga data Emanuel Steward.

### Nigel Benn contro McClellan
McClellan nel 1994 salì di peso per sfidare il campione dei pesi supermedi WBC Nigel Benn a Londra, il 25 febbraio 1995. L'incontro venne visto da circa 17 milioni di persone in televisione, e da 10.300 spettatori paganti alla ormai demolita London Arena, a Millwall. Fu un incontro selvaggio: McClellan mise fuori combattimento Benn nel primo round, scaraventandolo fuori dalle corde, e poi lo atterrò di nuovo all'ottavo round, ma ogni volta Benn era in grado di rimettersi in piedi. Durante l'incontro McClellan ricevette diversi pugni alla nuca (un noto pericolo che gli annunciatori chiamavano "pugno da coniglio") senza l'intervento dell'arbitro. Difatti, in seguito, l'arbitro Alfred Azaro venne aspramente criticato per i suoi errori, che includevano l'impedire i progressi di McClellan quando stava cercando di finire con Benn nel primo round.
In seguito, McClellan sbatteva le palpebre ripetutamente all'inizio del decimo round. Proprio durante questo round, dopo aver ricevuto un solo duro colpo da Benn, che sembrava colpire McClellan nell'occhio con la spalla, questi cadde volontariamente, rimanendo inginocchiato al tappeto. Dopo otto secondi McClellan si rialzò e il combattimento riprese, ma pochi istanti dopo appoggiò il ginocchio a terra per la seconda volta, stavolta senza rialzarsi e ponendo fine all'incontro. Dopo la fine, McClellan si alzò immediatamente e si diresse verso il suo angolo da solo e cosciente, ma mentre era assistito dai medici di bordo ring si accasciò sulla schiena e perse conoscenza. Venne così messo su una barella e portato d'urgenza in ospedale. Nel frattempo Nigel Benn, dopo una drammatica vittoria ed esultanza, mentre si dirigeva verso gli spogliatoi collassò improvvisamente anche lui e fu portato ugualmente in ospedale.

### Conseguenze dell'incontro
Benn fu rilasciato dopo poche ore dall'ospedale, senza danni. McClellan invece subì un intervento chirurgico d'urgenza per rimuovere un coagulo di sangue dal cervello, trascorse undici giorni in coma e si scoprì che aveva subito gravi danni cerebrali. McClellan perse così la vista, la capacità di camminare senza assistenza e divenne sordo all'80%. Sports Illustrated pubblicò un articolo sul combattimento, e sul suo drammatico esito, una settimana dopo. La famiglia di McClellan volò a Londra per restare al suo fianco, e in seguito il pugile ritornò in America.
Negli anni successivi recuperò una certa capacità di camminare con l'aiuto di un bastone, ma non la vista. Oltre ad essere cieco, anche la sua memoria a breve termine è stata profondamente colpita, e le sue tre sorelle sono responsabili delle sue cure. In un documentario del 2011 trasmesso da ITV, la stessa rete televisiva che originariamente trasmise il match Benn Vs McClellan dal vivo nel Regno Unito, Lisa McClellan, una delle sorelle, affermò che Gerald in realtà non era sordo, ma che aveva problemi di comprensione quando gli si parlava.
Tarick Salmaci, un combattente della Kronk Gym, dove McClellan si allenava, affermò più tardi in un'intervista di aver combattuto in sparring con lui più di un anno prima del match contro Benn, e che dopo che era stato colpito da un suo jab McClellan aveva iniziato a sbattere forte le palpebre e avevano dovuto fermarsi; McClellan inizialmente diceva di essere stato toccato poco, ma in seguito ammise a Salmaci negli spogliatoi di essersi fatto male gravemente. Salmaci disse di aver trovato strano che un combattente professionista come McClellan, che indossava il caschetto, fosse stato ferito solo da un jab. Quando poi notò che sbatteva le palpebre nello stesso modo durante il combattimento con Benn, Salmaci si era immediatamente reso conto che McClellan era in guai seri. È degno di nota anche il fatto che McClellan si lamentò di avere forti mal di testa dopo il suo primo incontro con Julian Jackson nel 1993, nel quale resistette ai notevoli pugni di Jackson, che però gli causarono probabilmente delle commozioni cerebrali, che all'epoca non erano state prese in considerazione.

### Raccolta fondi
McClellan è stato il vincitore di varie cerimonie di premiazione, e il collega Roy Jones Jr, che McClellan aveva battuto da dilettante, ha creato una fondazione per aiutare McClellan. Lo stesso Nigel Benn ha anche contribuito a raccogliere fondi per il trattamento di McClellan, e i due si sarebbero incontrati di nuovo per la prima volta dal loro incontro a una raccolta fondi tenutasi a Londra il 24 febbraio 2007. Diversi oggetti sono stati venduti all'asta durante l'evento ed è stato raccolto un totale di £ 200.000.
Nel maggio 2012, il World Boxing Council ha lanciato pubblicamente un appello per fare donazioni a un fondo fiduciario istituito a nome di McClellan, il Gerald McClellan Trust,  per aiutare sua sorella Lisa a mantenere le sue cure 24 ore su 24.
Nel luglio 2017, le condizioni di McClellan sono peggiorate e ha subito un intervento chirurgico al colon, in seguito al quale usa una sacca per colostomia. L'ex campione del mondo dei pesi medi leggeri Terry Norris, la cui fondazione, la Final Fight Foundation, che agisce per proteggere i pugili, ha lanciato un appello per il Gerald McClellan Trust, dichiarando: "Gli organi di McClellan stanno iniziando a spegnersi a causa della sua lesione cerebrale". Anche Ring 10, un'organizzazione senza scopo di lucro che aiuta ex combattenti finiti in povertà, fornisce a McClellan crediti alimentari mensili e raccoglie fondi per aiutarlo col pagamento delle sue necessità primarie.